# Chi Cỏ phổng
Chi Cỏ phổng (danh pháp khoa học: Sphenoclea) là một chi chứa 2 loài cây thân thảo mọng nước mọc thẳng sống một năm. Chúng mọc trong các môi trường ẩm thấp trong toàn bộ khu vực nhiệt đới của Cựu thế giới.
Hai loài trong chi là cỏ phổng hay xà bông (Sphenoclea zeylanica) có ở Việt Nam và S.  dalzielii. Chi này hiện tại được APG III đặt một mình trong họ Sphenocleaceae. Vị trí của họ này là hơi không chắc chắn; hiện tại được đặt trong bộ Cà (Solanales), nhưng trước đây đã từng được đặt trong bộ Cúc (Asterales), đặc biệt gần với họ Hoa chuông (Campanulaceae) hay ngay trong chính họ này, và có một vài chứng cứ hỗ trợ cho điều này. Chẳng hạn, trong các nghiên cứu hình thái (như của Gustafsson & Bremer, 1995) thì Sphenocleaceae dường như là được đặt khá thỏa mãn trong phạm vi bộ Asterales còn trong phân loại của Takhtadjan năm 1997 thì nó và Campanulaceae được đặt trong bộ Campanulales, mặc dù chúng thiếu nhựa mủ.
Sphenocleaceae, cùng với Hydrolea (lá nước hay thủy lệ), một chi có vị trí không chắc chắn khác, cũng từng được đặt gần họ Boraginaceae (Cosner và ctv., 1994).

## Đặc điểm
Cỏ với thân mập. Lá đơn mọc cách. Hoa lưỡng tính, đều, tập hợp thành bông ở ngọn, thùy tràng xếp lợp, nhị đính trên vách ống tràng, quả nang mở bằng nắp (quả hộp) và hạt gần như không có nội nhũ. Hình dạng ngoài khá giống với các loài trong chi Phytolacca trong họ Phytolaccaceae, nhưng ở chi đó thì hoa thành chùm và thường đối diện với lá.